# تومویا کوماگای
تومویا کوماگای (ژاپنی: 熊谷 智哉؛ زادهٔ ۲۵ مارس ۱۹۸۸) یک بازیکن فوتبال اهل ژاپن است.
از باشگاه‌هایی که در آن بازی کرده‌است می‌توان به باشگاه فوتبال جف یونایتد چیبا و باشگاه فوتبال و-واران ناگاساکی اشاره کرد.